# Il mare non bagna Napoli
Il mare non bagna Napoli est un recueil de nouvelles d'Anna Maria Ortese (1914-1998) publié en 1953. En 1953, ce recueil obtient le prix spécial Viareggio pour la fiction. Deux nouvelles, précédemment publiées dans l'hebdomadaire Il Mondo, avaient valu à Ortese le prix Saint-Vincent du journalisme en 1952.

## Contenu
Le volume compte cinq nouvelles : 
1. Un paio di occhiali ;
2. Interno Familiare ;
3. Oro a Forcella ;
4. La città involontaria ;
5. Il silenzio della ragione.

Les deux premières sont des récits littéraires classiques, les trois autres ont une forme de reportages journalistiques. "Oro a Forcella" et "La città involontaria" dépeignent des aspects de la pauvreté matérielle, et parfois morale, de Naples dans l'immédiat après-guerre, le premier centré sur le prêteur sur gage de la Banque de Naples rue San Biagio dei Librai, le deuxième parmi les sans-abri. Le dernier récit « Il silenzio della ragione », divisée à son tour en trois chapitres est une fiction présentée sous forme d'un reportage sur des intellectuels progressistes ayant participé, comme Ortese, à la revue "Sud" (1945-47) : Luigi Compagnone, Domenico Rea, Pasquale Prunas, Gianni Scognamiglio, Raffaele La Capria, Luigi Incoronato et d'autres dont Vasco Pratolini, résidant à Naples sans être Napolitain. La plupart des intellectuels étaient tous désignés par leurs nom et prénom, sauf Scognamiglio dont le nom donné est celui de sa mère, "Gaedkens".
Dans l'édition de 1979 d'Anna Nozzoli pour La Nuova Italia (maison d'édition) Anna Maria Ortese a ajouté une "Présentation" (en plus de quelques corrections des textes). Cette présentation est tirée de l'édition Adelphi de 1994.

## Genèse de l'œuvre
Sur les cinq nouvelles d'Il mare non bagna Napoli, trois ne sont pas inédites :
- « Un paio di occhiali », publiée sous le titre « Huit mille lires pour les yeux d'Eugenia » sur Omnibus en deux épisodes : la première partie sur Omnibus du 19 mai 1949, pp. 18-19, et la seconde partie dans Omnibus du 19 mai 1949, p. 18 ;
- "Oro a Forcella", publié sous le titre "La plebe regina" dans Il Mondo du 6 octobre 1951, p. 5 ;
- « La città involontaria », parue dans Il Mondo en deux épisodes : la première partie dans le Mondo du 12 janvier 1952 sous le titre « La città involontaria» et la seconde partie dans le numéro du 12 janvier 1952 sous le titre « L'orrore di vivere".

Le titre du recueil, dont la structure a été conçue par Elio Vittorini, est celui d'un article d'Ortese paru dans l' illustration italienne du 26 septembre 1848 dans lequel elle présentait un texte paru en deux épisodes dans Sud en 1946 et 1947 avec le titre "Splendeur lugubre de la ruelle". À son tour, le titre est probablement inspiré d'un poème de Gianni Scognamiglio, intitulé "Deux poèmes pour la ville" et publié dans Sud le 20 juin 1946.

## Controverse
La dernière nouvelle, il silenzio della ragione, n'est pas apprécié de certains intellectuels progressistes napolitains. Raffaele La Capria écrit en 1998 :

« Milan Kundera dire que le roman à clef, mettant en scène une personne réelle sous un nom de personnage «est une chose équivoque d'un point de vue esthétique et incorrecte d'un point de vue moral». Et d'ajouter que : «avant de publier un livre [l'auteur] devrait se soucier de cacher soigneusement tout indice sur l'identité du personnage, avant tout par égard, même minime, pour la personne qui en découvrant l'œuvre, y  verra des aspects de sa propre vie». Pourtant, dans Il mare non bagna Napoli Mme Ortese a franchi la limite du roman à clef et n'a pas cet égard minimal pour les personnes parce que ce ne sont pas des fragments de leur vie mais, comme je l'ai dit, tout, et tout perché non di qualche frammento delle loro vite si è impadronita ma, come ho detto, di tutto, et tout s'est diffusé aux yeux de tout le monde, jusqu'au nombre de cheveux sur le crâne de l'épouse de l'un d'eux ! »

— Raffaele La Capria, Napolitan graffiti: come eravamo, Milano: Rizzoli, 1998, p. 116,  (ISBN 88-17-66096-5)
Dans la préface de l'édition de 1994 de Il mare non bagna Napoli, Anna Maria Ortese déclare que ces critiques négatives l'attristèrent jusqu'à ne plus la faire revenir à Naples.
Toujours en 1994, interviewée par le journaliste italien Nello Ajello, Anna Maria Ortese déclare :

« Les amis qui se désolent ont raison [...] C'est Elio Vittorini qui m'incita à les citer (nom et prénom) dans le plus long chapitre du livre consacré aux intellectuels. La demande était raisonnable : sans les noms, ce souvenir que je possède perdrait son sens. Mais c'est avec culpabilité que j'y repense. »

— Nello Ajello, «Ortese spacca Napoli», La Repubblica del 15 maggio 1994

## Adaptations
Il mare non bagna Napoli est le nom d'un projet du Teatro Stabile de Naples, organisé par Luca De Fusco, et lancé en 2013 au Ridotto du Teatro Mercadante de Naples. C'est un cycle en cinq chapitres scéniques confiés à autant de réalisateurs, tirés des cinq histoires du recueil.